# Columbine (Colorado)
Columbine ist ein Census-designated place im US-Bundesstaat Colorado, der teilweise im Arapahoe County, aber zum größten Teil im Jefferson County liegt.
Im Jahr 2020 hatte Columbine 25.229 Bewohner. Die Columbine High School, an der sich am 20. April 1999 das Schulmassaker von Littleton ereignete, befindet sich innerhalb der Grenzen des CDPs Columbine.

## Geographie
Columbines geographische Koordinaten sind 39° 35′ N, 105° 4′ W. Der Ort grenzt im Osten an die Stadt Littleton.
Nach den Angaben des United States Census Bureaus hat Columbine eine Fläche von 17,2 km², wovon 16,9 km² auf Land und 0,3 km² (= 1,97 %) auf Gewässer entfallen.

## Demographie
Zum Zeitpunkt des United States Census 2000 bewohnten Columbine 24.095 Personen die Stadt. Die Bevölkerungsdichte betrug 1401,1 Personen pro km². Es gab 8800 Wohneinheiten, durchschnittlich 511,7 pro km². Die Bevölkerung Columbines bestand zu 94,82 % aus Weißen, 0,41 % Schwarzen oder African American, 0,40 % Native American, 1,16 % Asian, 0,12 % Pacific Islander, 1,57 % gaben an, anderen Rassen anzugehören und 1,46 % nannten zwei oder mehr Rassen. 5,58 % der Bevölkerung erklärten, Hispanos oder Latinos jeglicher Rasse zu sein.
Die Bewohner Columbines verteilten sich auf 8656 Haushalte, von denen in 38,1 % Kinder unter 18 Jahren lebten. 69,7 % der Haushalte stellen Verheiratete, 7,3 % hatten einen weiblichen Haushaltsvorstand ohne Ehemann und 19,9 % bildeten keine Familien. 15,8 % der Haushalte bestanden aus Einzelpersonen und in 3,9 % aller Haushalte lebte jemand im Alter von 65 Jahren oder mehr alleine. Die durchschnittliche Haushaltsgröße betrug 2,77 und die durchschnittliche Familiengröße 3,11 Personen.
Die Stadtbevölkerung verteilte sich auf 27,0 % Minderjährige, 6,5 % 18–24-Jährige, 28,0 % 25–44-Jährige, 29,3 % 45–64-Jährige und 9,2 % im Alter von 65 Jahren oder mehr. Das Durchschnittsalter betrug 39 Jahre. Auf jeweils 100 Frauen entfielen 99,6 Männer. Bei den über 18-Jährigen entfielen auf 100 Frauen 96,3 Männer.
Das mittlere Haushaltseinkommen in Columbine betrug 71.319 US-Dollar und das mittlere Familieneinkommen erreichte die Höhe von 77.866 US-Dollar. Das Durchschnittseinkommen der Männer betrug 51.300 US-Dollar, gegenüber 35.713 US-Dollar bei den Frauen. Das Pro-Kopf-Einkommen in Columbine war 28.471 US-Dollar. 2,0 % der Bevölkerung und 1,6 % der Familien hatten ein Einkommen unterhalb der Armutsgrenze, davon waren 2,7 % der Minderjährigen und 2,2 % der Altersgruppe 65 Jahre und mehr betroffen.

## Bevölkerungsentwicklung
| Jahr | Einwohner¹ |
| ---- | ---------- |
| 1980 | 23.523     |
| 1990 | 23.969     |
| 2000 | 24.095     |

## Zeitungen
Der Columbine Courier ist die örtliche Zeitung.